# Azriel Bibliowicz
Azriel Bibliowicz Goldstein (25 de febrero de 1949, Bogotá) es un sociólogo, periodista y escritor colombiano reconocido por su contribución a la literatura y la academia en Colombia.

## Biografía
Hijo de inmigrantes judíos polacos, Se licenció en Sociología en la Universidad Nacional de Colombia en 1973 y posteriormente obtuvo una maestría y un doctorado en Sociología y Comunicaciones en la Universidad de Cornell, Estados Unidos, en 1975 y 1979 respectivamente.
A lo largo de su carrera, Bibliowicz ha combinado la docencia con la escritura. Fue profesor en la Universidad Nacional de Colombia desde 1983 hasta 2015, donde fundó la Escuela de Cine y Televisión en 1988. En el ámbito periodístico, se desempeñó como columnista del diario El Espectador, labor por la cual recibió el Premio Nacional de Periodismo Simón Bolívar en 1981.
Su obra literaria abarca novelas y ensayos que exploran temas como la identidad, la migración y la memoria histórica. Su enfoque en la identidad cultural y la diáspora judía ha aportado una perspectiva única a la literatura colombiana contemporánea.